# Pomer
Pomer è un comune spagnolo di 35 abitanti situato nella comunità autonoma dell'Aragona.